# Chen Xiaomin
Chen Xiaomin (en chino: 陈晓敏; Heshan, 7 de febrero de 1977) es una deportista china que compitió en halterofilia.
Participó en los Juegos Olímpicos de Sídney 2000, obteniendo una medalla de oro en la categoría de 63 kg. Ganó tres medallas de oro en el Campeonato Mundial de Halterofilia entre los años 1993 y 1996.

## Palmarés internacional
| Juegos Olímpicos   | Juegos Olímpicos      | Juegos Olímpicos | Juegos Olímpicos |
| Año                | Lugar                 | Medalla          | Categoría        |
| ------------------ | --------------------- | ---------------- | ---------------- |
| 2000               | Sídney (Australia)    | Medalla de oro   | 63 kg            |
| Campeonato Mundial |                       |                  |                  |
| Año                | Lugar                 | Medalla          | Categoría        |
| 1993               | Melbourne (Australia) | Medalla de oro   | 54 kg            |
| 1995               | Cantón (China)        | Medalla de oro   | 59 kg            |
| 1996               | Varsovia (Polonia)    | Medalla de oro   | 59 kg            |